# 塞班磯塘鱧
塞班磯塘鱧（学名：Eviota saipanensis）为鰕虎科磯塘鱧屬下的一个种。